# Théodore Année
Théodore Année fue un diplomático, y horticultor francés recordado por sus contribuciones al mejoramiento genético de las achiras (Canna).
Este rico diplomático francés, cónsul en Sudamérica, una vez retirado retornó a Francia a mediados de la década de 1840 y se estableció en Passy, París.

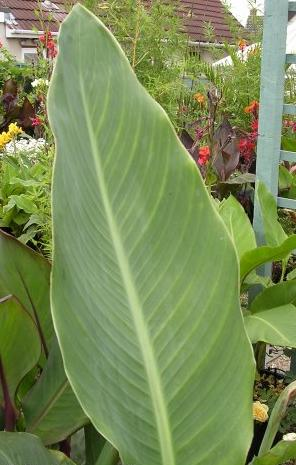
Canna (Grupo Foliage) 'Annei'

En este lugar se dedicó al cultivo de las plantas tropicales que había traído de Sudamérica.
Année prefería las plantas con hermoso follaje, especialmente las especies pertenecientes al género Canna.
- La abreviatura «Année» se emplea para indicar a Théodore Année como autoridad en la descripción y clasificación científica de los vegetales.[7]